# Élections générales terre-neuviennes de 1956
L'élection générale terre-neuvienne de 1956 se déroule le 2 octobre 1956 afin d'élire les députés de la Chambre d'assemblée de la province de Terre-Neuve (Canada). 

## Résultats
| Parti                                      | Parti                     | Chef              | # de candidats | Sièges | Sièges | Sièges  | Voix    | Voix    | Voix    |
| ------------------------------------------ | ------------------------- | ----------------- | -------------- | ------ | ------ | ------- | ------- | ------- | ------- |
| Parti                                      | Parti                     | Chef              | # de candidats | 1951   | Élus   | % Diff. | #       | %       | % Diff. |
|                                            | Parti libéral             | Joey Smallwood    | 35             | 24     | 32     | +33,3 % | 75 883  | 66,31 % |         |
|                                            | Progressiste-conservateur |                   | 31             | 4      | 4      | -       | 36 591  | 31,97 % |         |
|                                            | Autre/Indépendant         | Autre/Indépendant | 11             | -      | -      | -       | 1 964   | 1,72 %  |         |
| Total                                      | Total                     | Total             | 77             | 28     | 36     | +28,6 % | 114 438 | 100 %   |         |
| Source : Elections Newfoundland & Labrador |                           |                   |                |        |        |         |         |         |         |